# Fumaria maurorum
Fumaria maurorum là một loài thực vật có hoa trong họ Anh túc. Loài này được Maire mô tả khoa học đầu tiên năm 1923.